# Farmacist

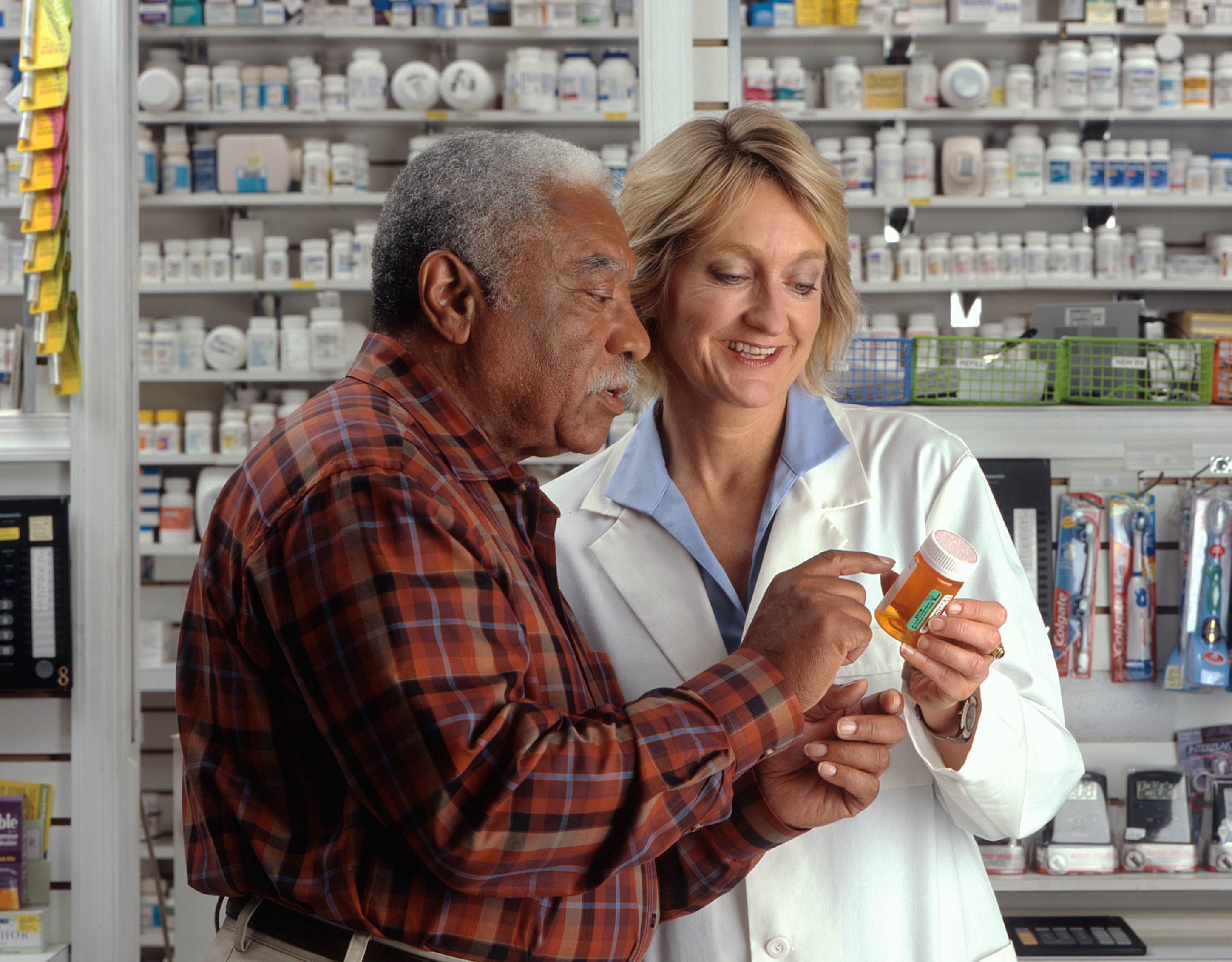
O farmacistă consiliind un pacient

Farmacistul este un specialist în domeniul sănătății care lucrează într-o farmacie sau în alte unități de sănătate publică, a cărui scop principal este eliberarea medicamentelor și oferirea consultanței referitoare la acestea, fiind singurul specialist acreditat în acest domeniu. Pentru calificarea ca farmacist sunt necesare studii universitate în a căror curiculă sunt incluse detalii despre mecanismele biochimice și de acțiune ale medicamentelor, utilizările lor medicale, efectele adverse, interacțiile potențiale și parametrii care trebuiesc să fie monitorizați în înaintea, în timpul și după un tratament medicamentos.
Cele mai frecvente posturi ocupate de farmaciști sunt: farmacistul comunitar și farmacistul de spital. 
În unele state, atribuțiile farmacistului includ chiar și prescrierea de medicamente sau administrarea unor medicamente. Alte domenii în care lucrează farmaciștii sunt: industria farmaceutică, marketingul farmaceutic, cercetarea medicală și farmaceutică (inclusiv formularea medicamentelor industriale și descoperirea noilor molecule cu potențial terapeutic), mediul academic și legislativ.